# Epsilon Boötis
Epsilon Boötis (Izar, Mirak, Pulcherrima, Mintek al Aoua, Cingulum Latratoris, 36 Boötis) é uma estrela binária na direção da constelação de Boötes. Possui uma ascensão reta de 14h 44m 59.25s e uma declinação de +27° 04′ 27.0″. Sua magnitude aparente é igual a 2.35. Considerando sua distância de 210 anos-luz em relação à Terra, sua magnitude absoluta é igual a −1.69. Pertence à classe espectral A0.